# Cobitis simplicispina
Cobitis simplicispina är en fiskart som beskrevs av Hankó 1925. Cobitis simplicispina ingår i släktet Cobitis och familjen nissögefiskar. Inga underarter finns listade i Catalogue of Life.